# غيهب الغيهب
غيهب الغيهب (1358- 1445 هـ/ 1939- 2024 م) قاضٍ سعودي من أهل العلم الشرعي، رئيس المحكمة العليا في السعودية، ومستشار في الديوان الملكي السعودي.

## ولادته وتحصيله
وُلد غيهب بن محمد بن عبد الله الغيهب في بلدة مَلْهَم شمال غرب مدينة الرياض، عام 1358هـ/ 1939م. تعلَّم القرآن والقراءة والكتابة على يد إمام وخطيب جامع ملهم الشيخ عبد العزيز بن ناصر التريكي. وفي عام 1374هـ انتقل للإقامة في مدينة الرياض، فانضمَّ إلى حلَقات الشيخ محمد بن إبراهيم آل الشيخ في مسجده المعروف بحي دخنة. والتحقَ بكلية الشريعة في جامعة الإمام محمد بن سعود الإسلامية، ونال منها الإجازة عام 1384هـ، ثم أكمل دراسته العليا فنال شهادة العالِمية (الماجستير) عن رسالته (التعزير في الشريعة الإسلامية) عام 1389هـ.

## شيوخه
- عبد العزيز بن ناصر التريكي.
- محمد بن إبراهيم آل الشيخ.
- عبد اللطيف بن إبراهيم آل الشيخ.
- عبد العزيز بن باز.
- عبد الله بن حميد.
- محمد الأمين الشِّنقيطي.
- عبد الرزاق عَفيفي.
- منَّاع القطَّان.
- صالح العلي.
- عبد الله الغديَّان.
- صالح الحصيِّن.[2]

## مسيرته القضائية
رُشِّح بعد تخرُّجه في كلية الشريعة للعمل في القضاء، وفي عام 1385هـ عُيِّن قاضيًا بالمحكمة الكبرى في الرياض، واستمرَّ في عمله هذا حتى عام 1393هـ، ثم عُيِّن بالمحكمة المستعجلة، ثم عاد إلى المحكمة الكبرى مرَّة أُخرى حتى عام 1402هـ، حين نُقل إلى محكمة التمييز (محكمة الاستئناف حاليًّا).
وفي عام 1404هـ عُيِّن رئيسًا للمحكمة الكبرى في جُدَّة حتى 1406هـ، ثم عاد إلى الرياض قاضيًا في محكمة التمييز حتى نهاية شهر رمضان 1423هـ، حين عُيِّن عضوًا في مجلس القضاء الأعلى. وحين أنشِئت المحكمة العليا المنبثقة عن مجلس القضاء الأعلى عام 1430هـ عُيِّن عضوًا فيها حتى عام 1434هـ.
ثم بتاريخ 3 ربيع الأول 1434هـ الموافق 15 يناير 2013م صدر أمرٌ ملكي بتعيين الشيخ غيهب الغيهب رئيسًا للمحكمة العليا بمرتبة وزير. ثم اختِيرَ مستشارًا في الديوان الملكي السعودي بمرتبة وزير في أول ربيع الأول 1442هـ الموافق 18 أكتوبر 2020م، إلى وفاته.

## وفاته
توفي في الرياض، صباح يوم الخميس 29 من جُمادى الآخرة 1445هـ الموافق 11 يناير (كانون الثاني) 2024م، وصُلي عليه بعد صلاة الظهر في جامع الجوهرة البابطين، ودُفنَ بمقبرة الشمال.

## وصلات خارجية
- أمير الرياض يعايد العلماء في منازلهم.

| سبقه عبد الرحمن الكليّة | رئيس المحكمة العليا 1434 هـ - 1442 هـ | تبعه خالد اللحيدان |